# Omolabus tricolor
Omolabus tricolor là một loài bọ cánh cứng trong họ Attelabidae. Loài này được Kirsch miêu tả khoa học năm 1874.